# Лильефорс, Бруно
Бруно Андреас Лильефорс (швед. Bruno Liljefors; 14 мая 1860, Уппсала — 18 декабря 1939, Стокгольм) — шведский живописец-анималист, портретист и пейзажист. Представитель национально-романтического направления.

## Биография
Брат композитора Рубена Лильефорса.
В детстве Бруно часто болел, и много времени проводил дома. С самого раннего детства обучался живописи. Немного повзрослев, стал заниматься спортом, чтобы улучшить свое здоровье. Благодаря регулярным занятиям гимнастикой, пешим прогулкам по лесу и охоте у него появилась возможность больше и ближе общаться с дикой природой. Но при этом интерес к живописи у Лильефорса не пропал.
В 1879—1882 г. обучался в королевской академии свободных искусств в Стокгольме. Он не сразу был признан, как художник. Его первые работы, написанные в Королевской академии искусств, часто критиковали. Поэтому он бросил обучение, когда ему исполнилось 22 года, и отправился в путешествие по городам Европы.
Для продолжения учёбы поселился в Дюссельдорфе, где в 1882—1883 г. брал частные уроки у художника-анималиста Карла Фридриха Дейкера. Позже, посетил Баварию, Италию и Францию.
Был дружен с художниками А. Цорном (1860—1920) и К. У. Ларссоном (1853—1919), которые оказали большое влияние на его творческое развитие.
Вернувшись домой, постепенно с ростом мастерства, стал не просто известным, но и знаменитым художником-анималистом.
В 1889 году ему предложили на два года заменить Карла Ларссона в качестве директора художественной школе Valand в Гётеборге.
В 1906 году Б. Лильефорс стал членом отделения изящных искусств Прусской академии искусств в Берлине.
Похоронен на Старом кладбище Уппсалы.

## Творчество
Б. Лильефорс является одним из лучших и самых ярких художников-анималистов Швеции конца XIX — начала XX века. Автор реалистических изображений животных и птиц в дикой природе. Бруно Лильефорса называют великим живописцем дикой природы, в его работах биологические принципы объединились с мастерством реалистического импрессионизма, наука стала частью искусства.
Всю свою жизнь Лильефорс был азартным охотником, и часто изображал действия хищника и его жертва (например, охоту лисы на зайца, орлана на гагу, ястреба на тетерева и др.). Его картины лишены сентиментальности.
Влияние импрессионистов проявилось в его внимании к воздействию окружающей среды и света, Позже, перешёл к модернизму.
В своё время Лильефорс был пионером изображения дикой природы в искусстве, установил стандарты анимализма и пейзажа, которые существенно повлияли на последующее развитие этого вида искусства в XX веке.
В 1896 году Б. Лильефорс был удостоен малой золотой медали на Международной художественной выставке в Берлине.
Почётный доктор Ростокского университета.

## Избранные картины

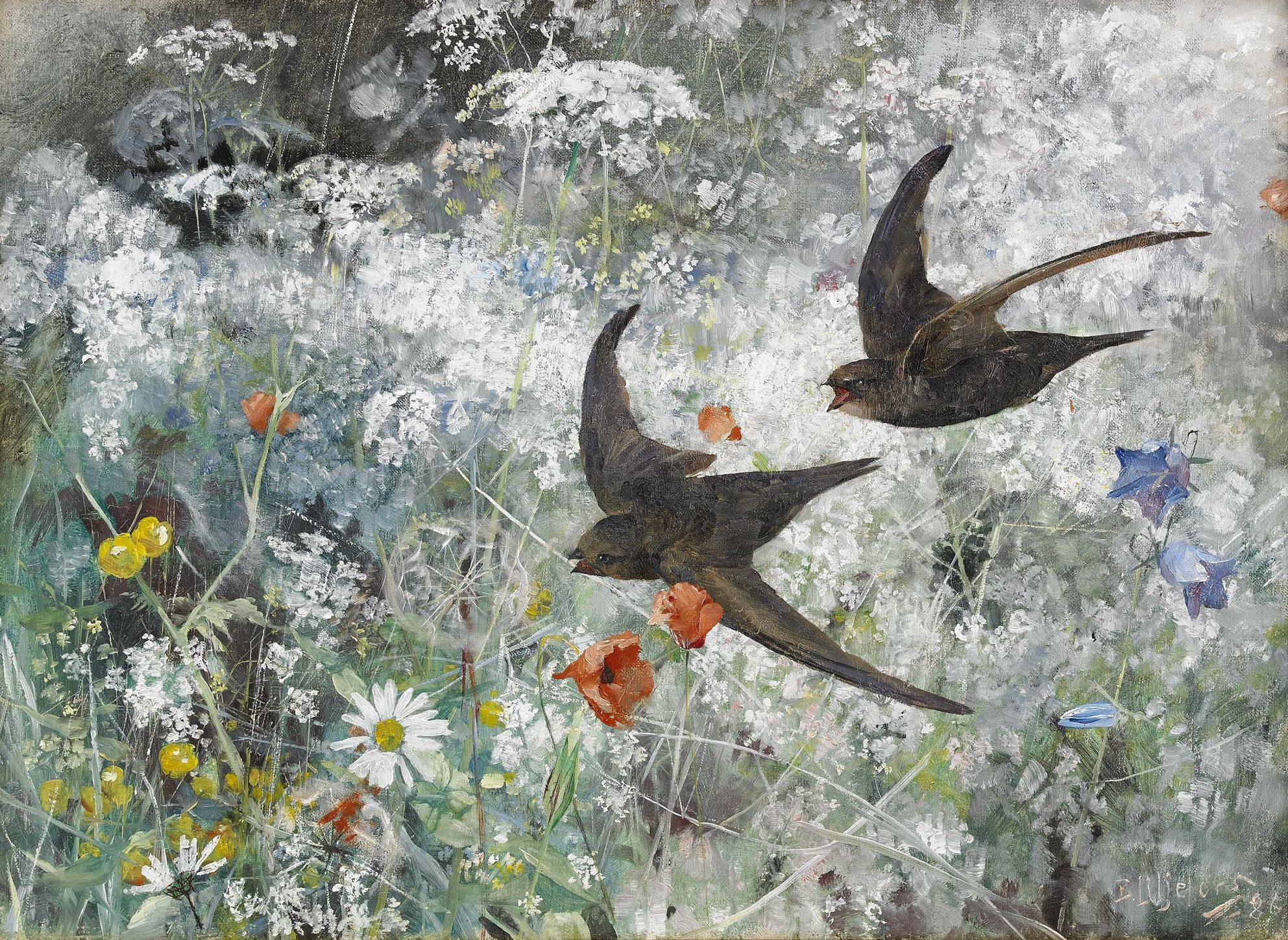
Стрижи, 1886
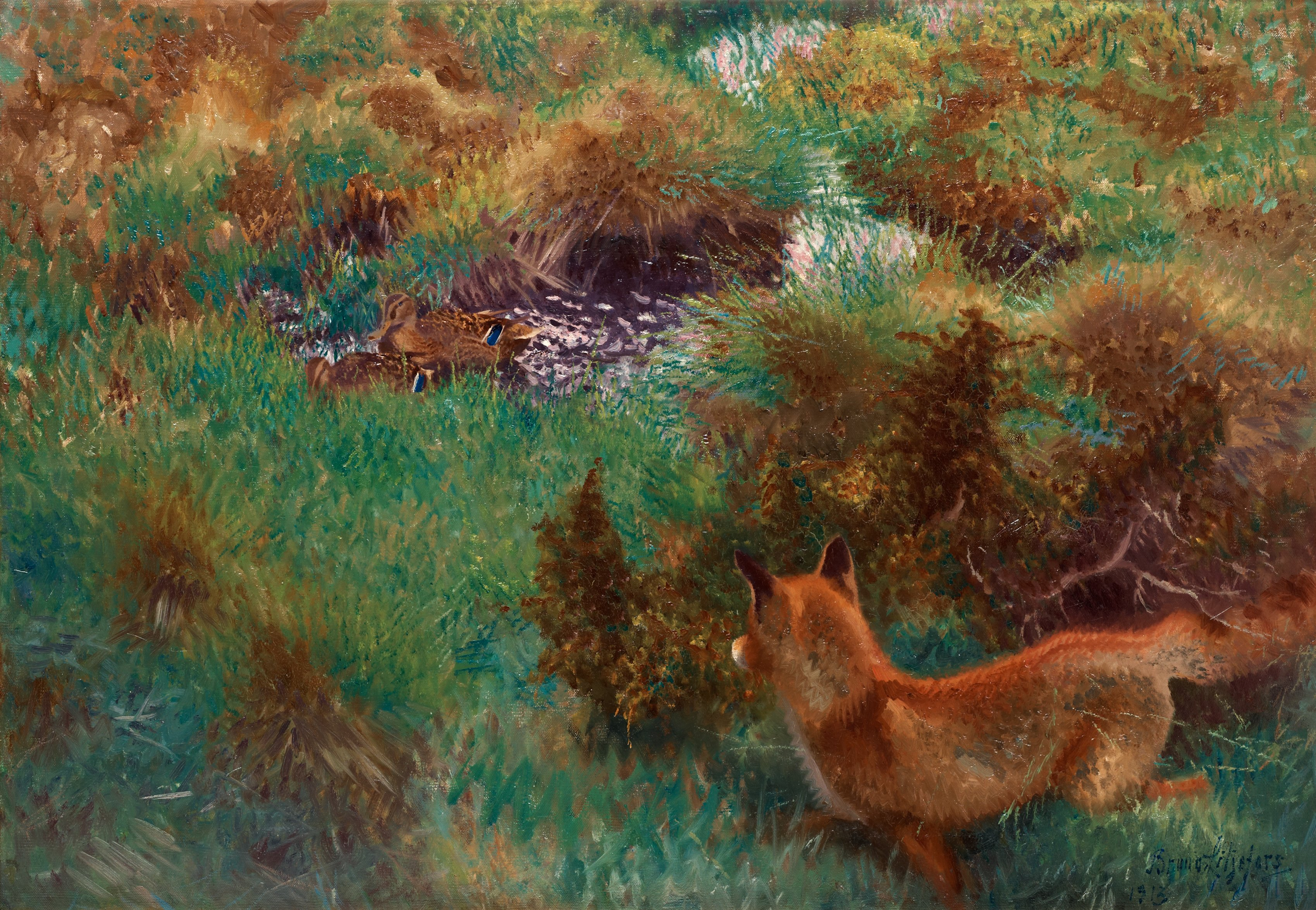
Лиса, охотящаяся на диких уток,  1913
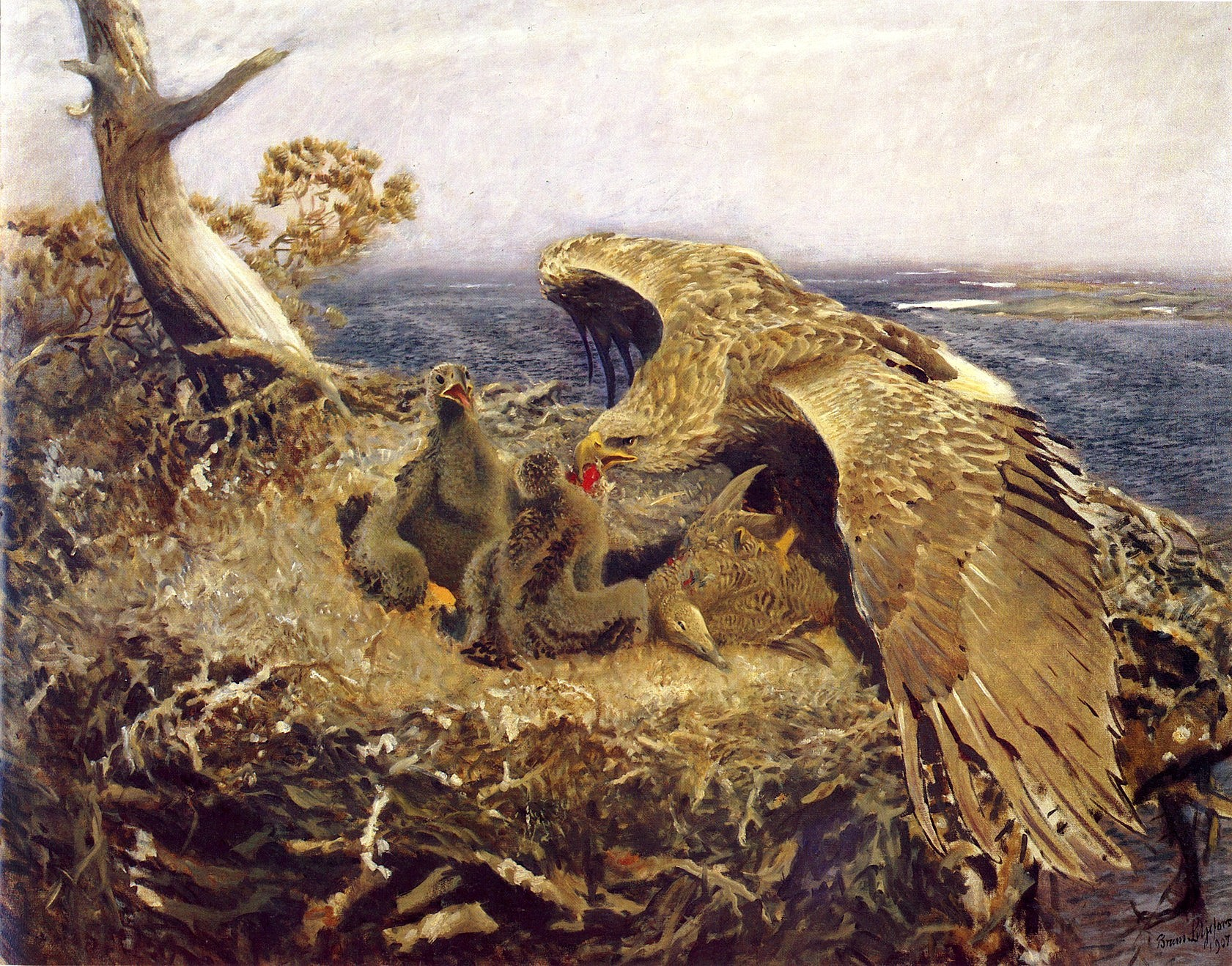
Гнездо морского орлана 1907
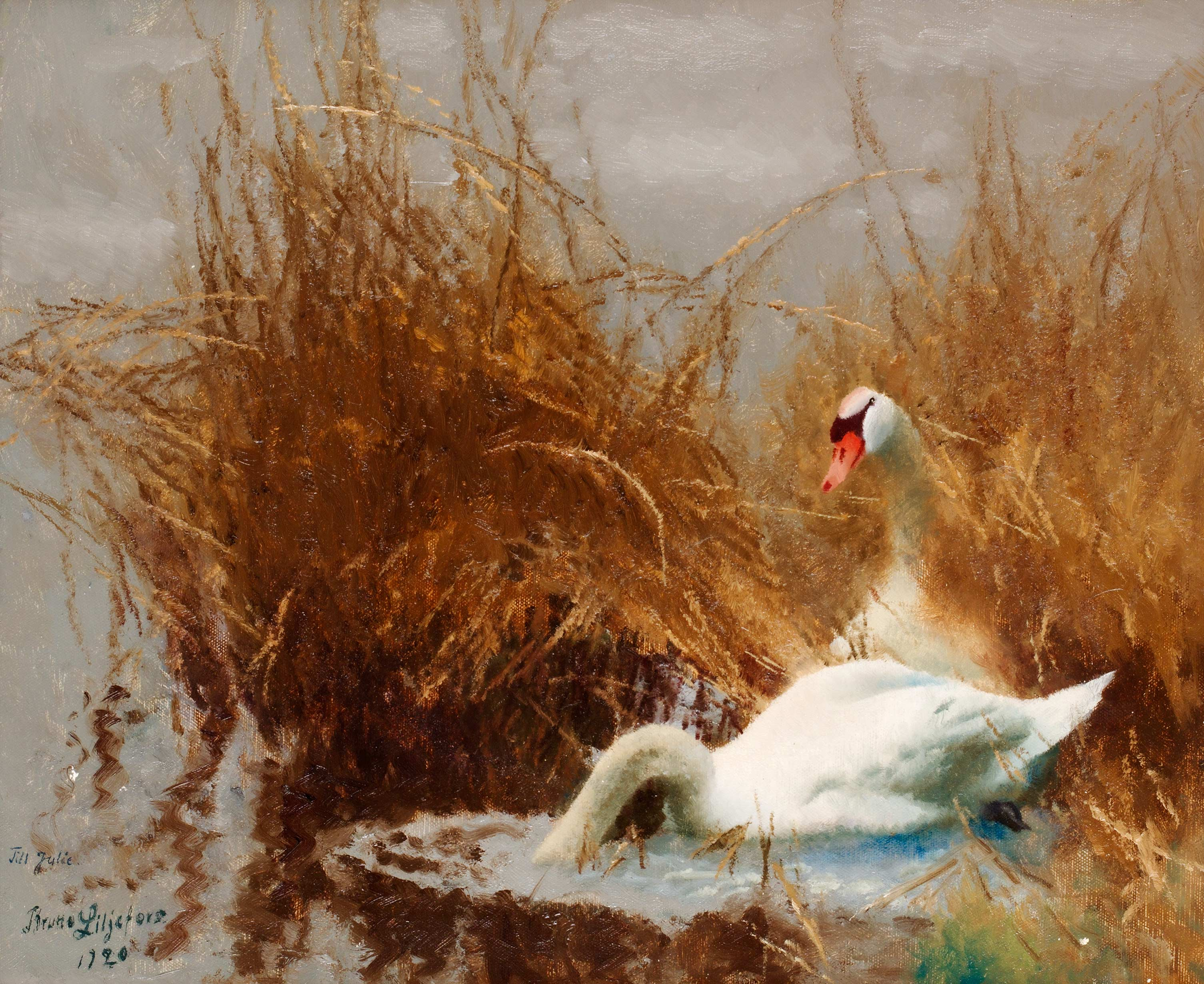
Лебеди, 1920
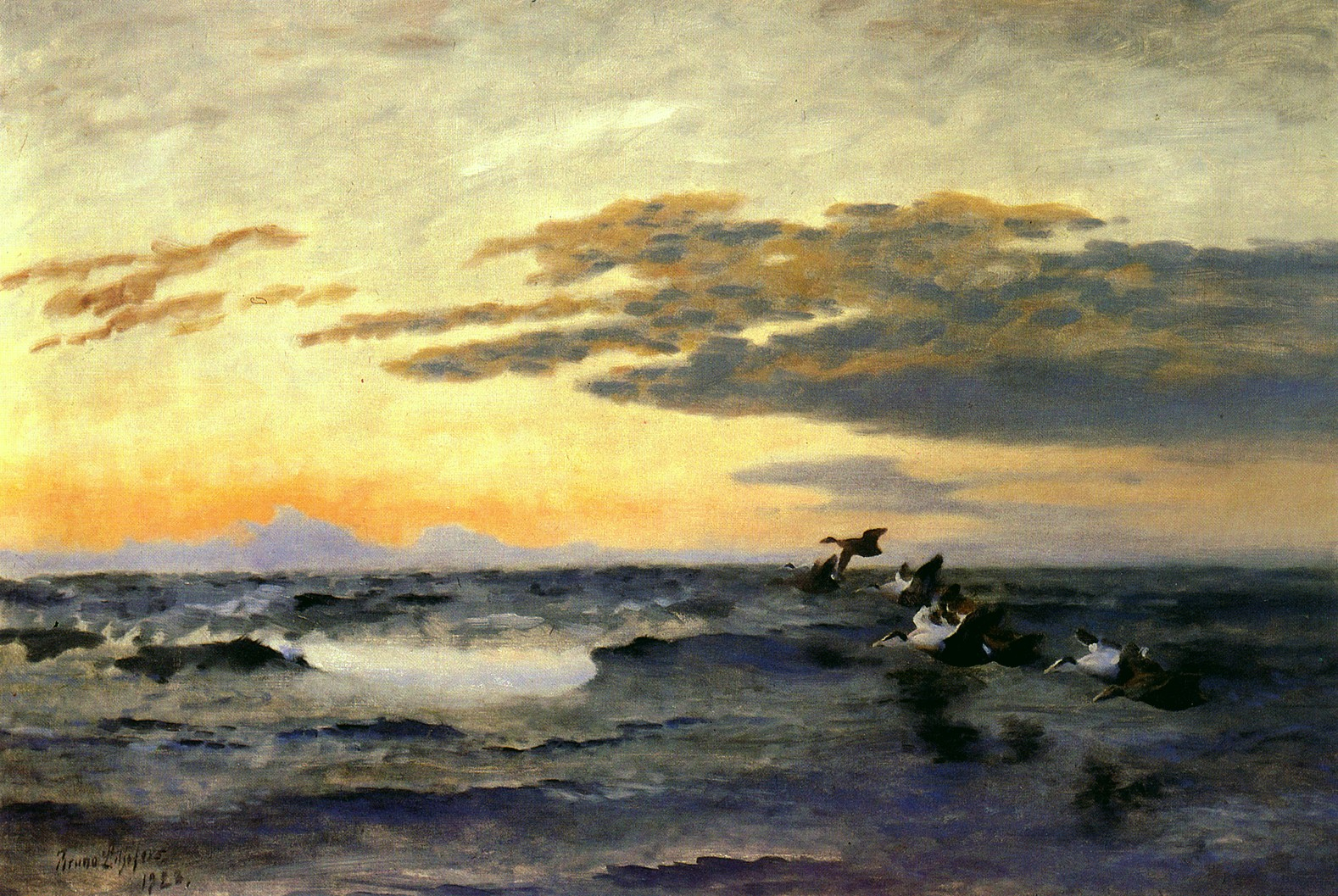
Гаги на рассвете 1928
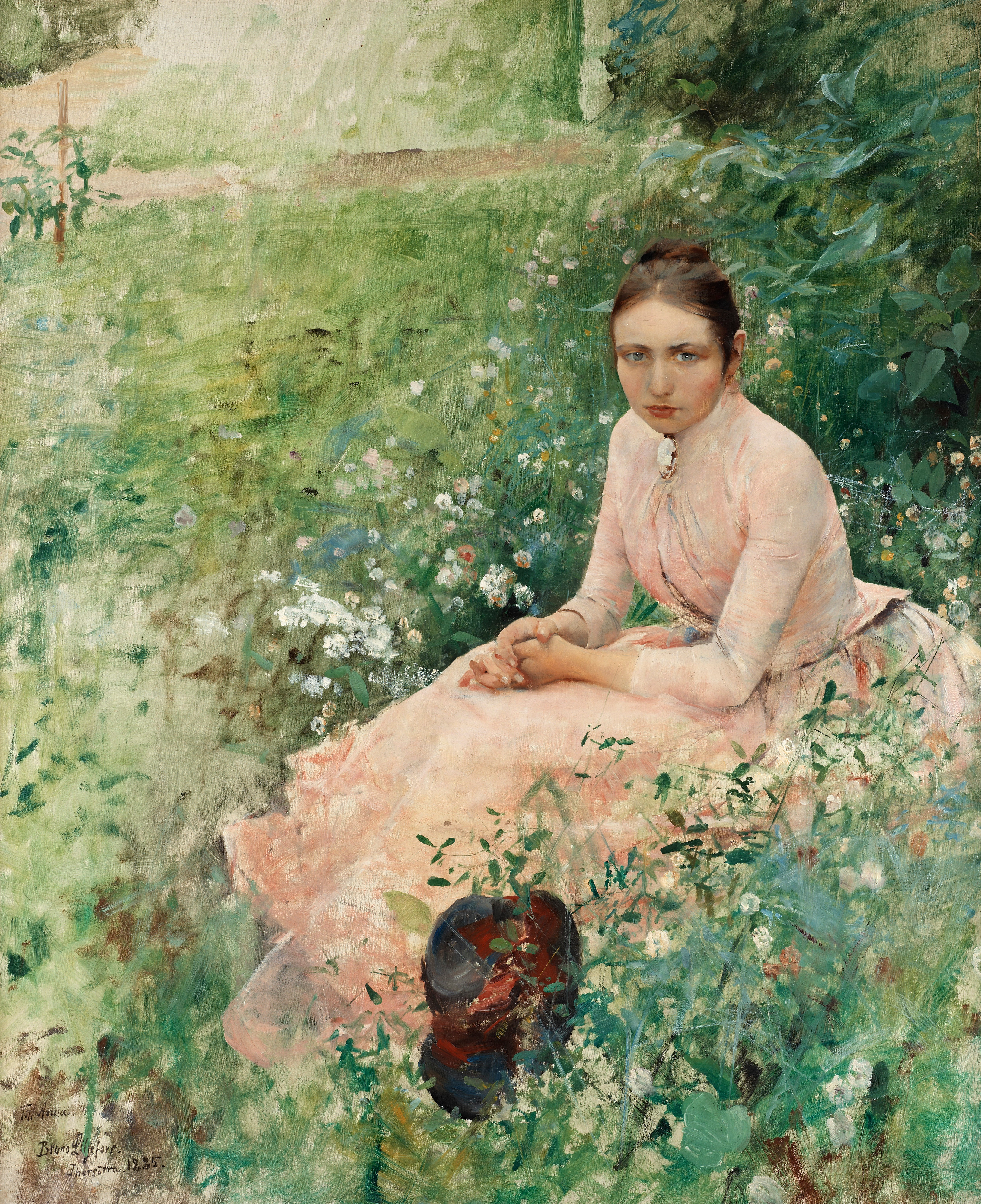
Портрет молодой женщины
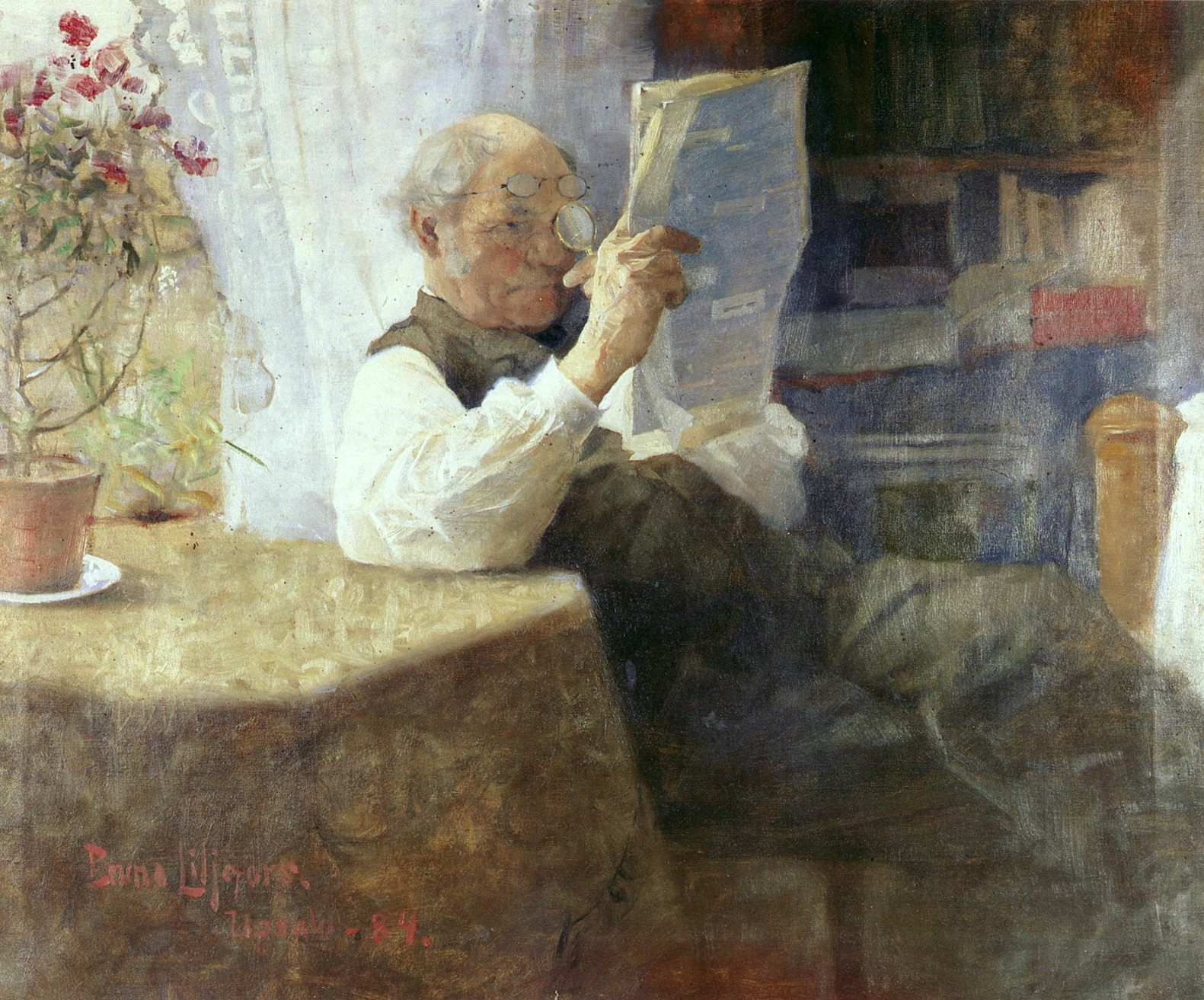
Портрет отца 1884
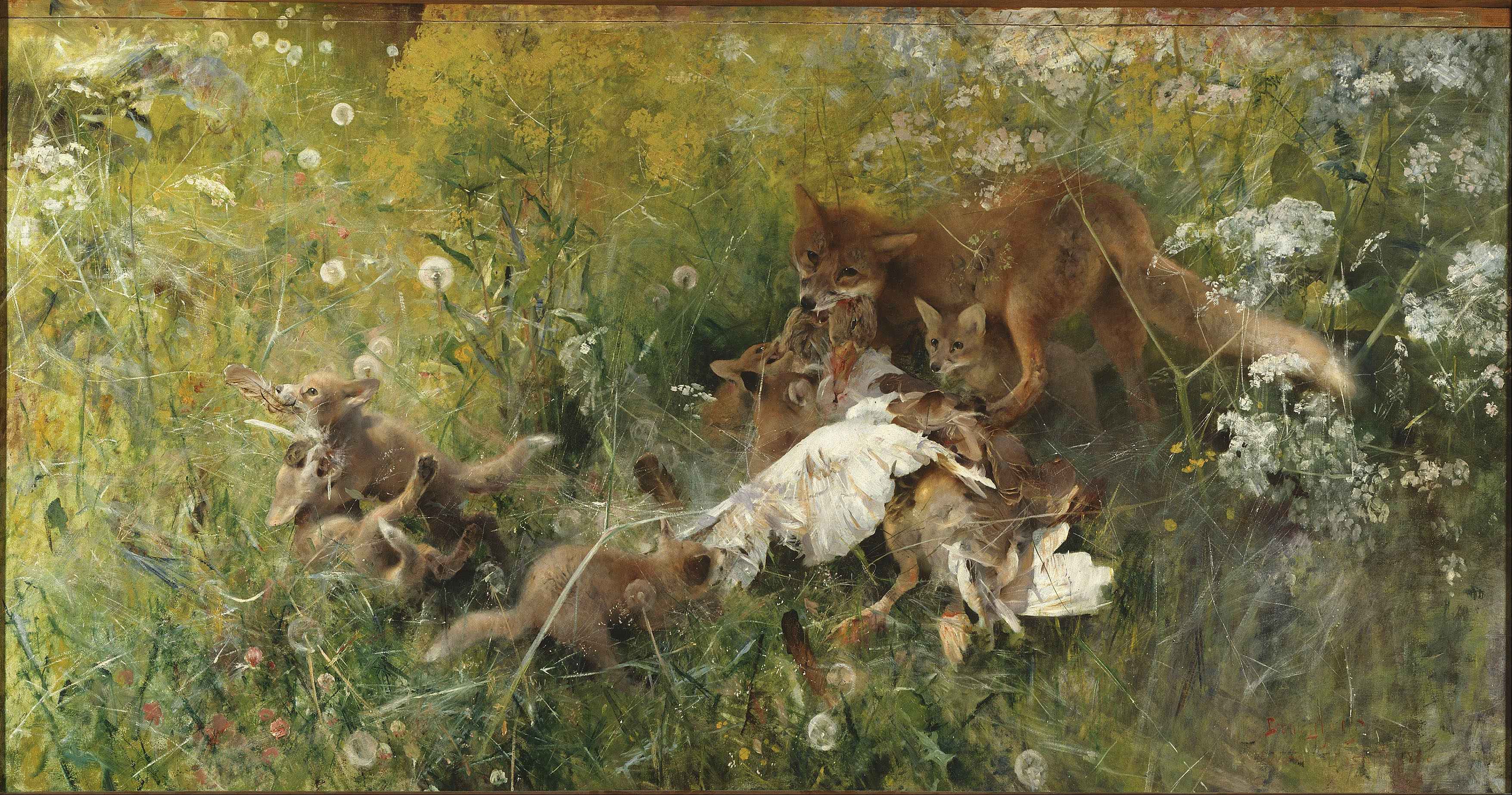
Семья лис
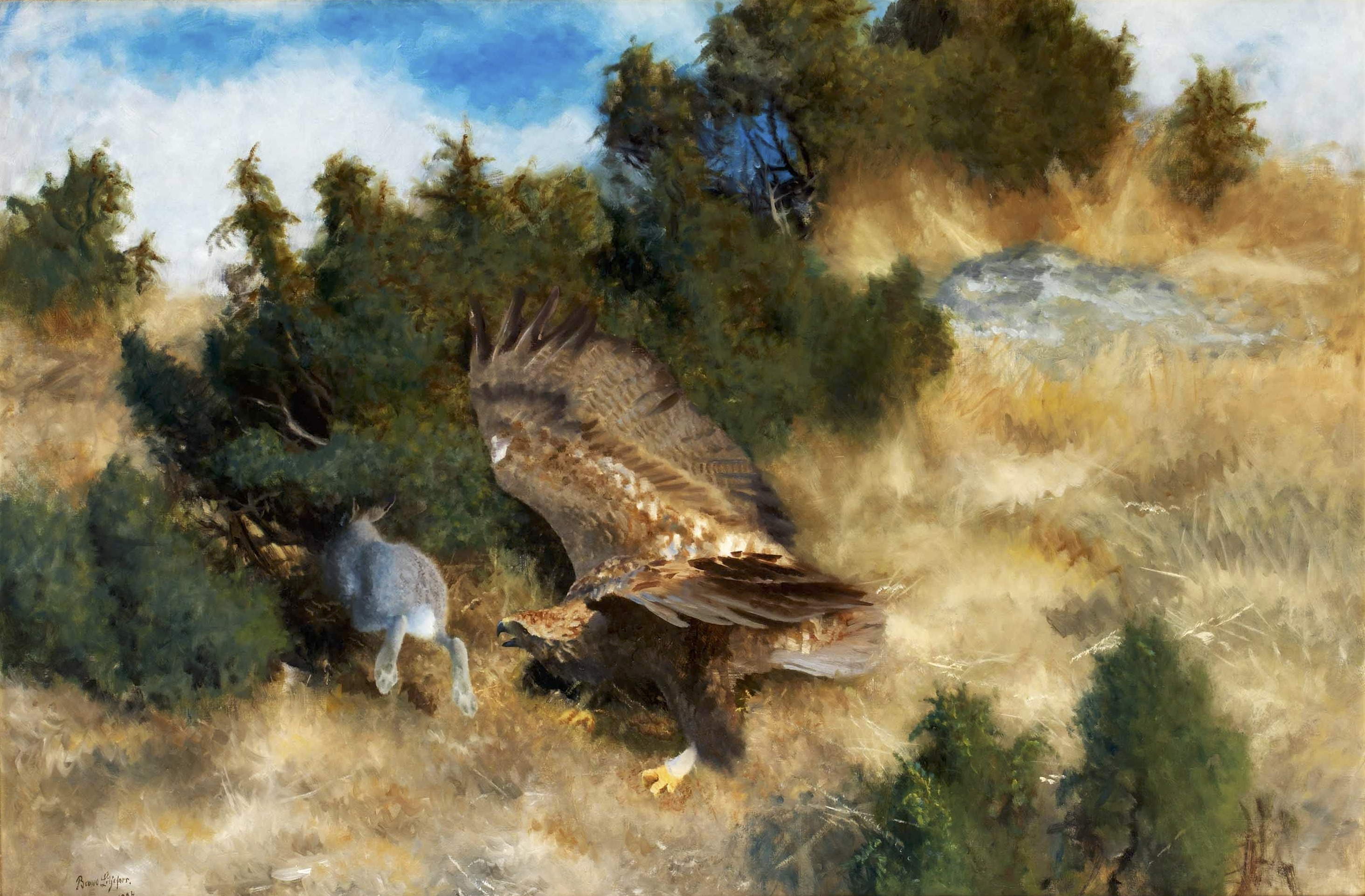
Охота орла на зайца
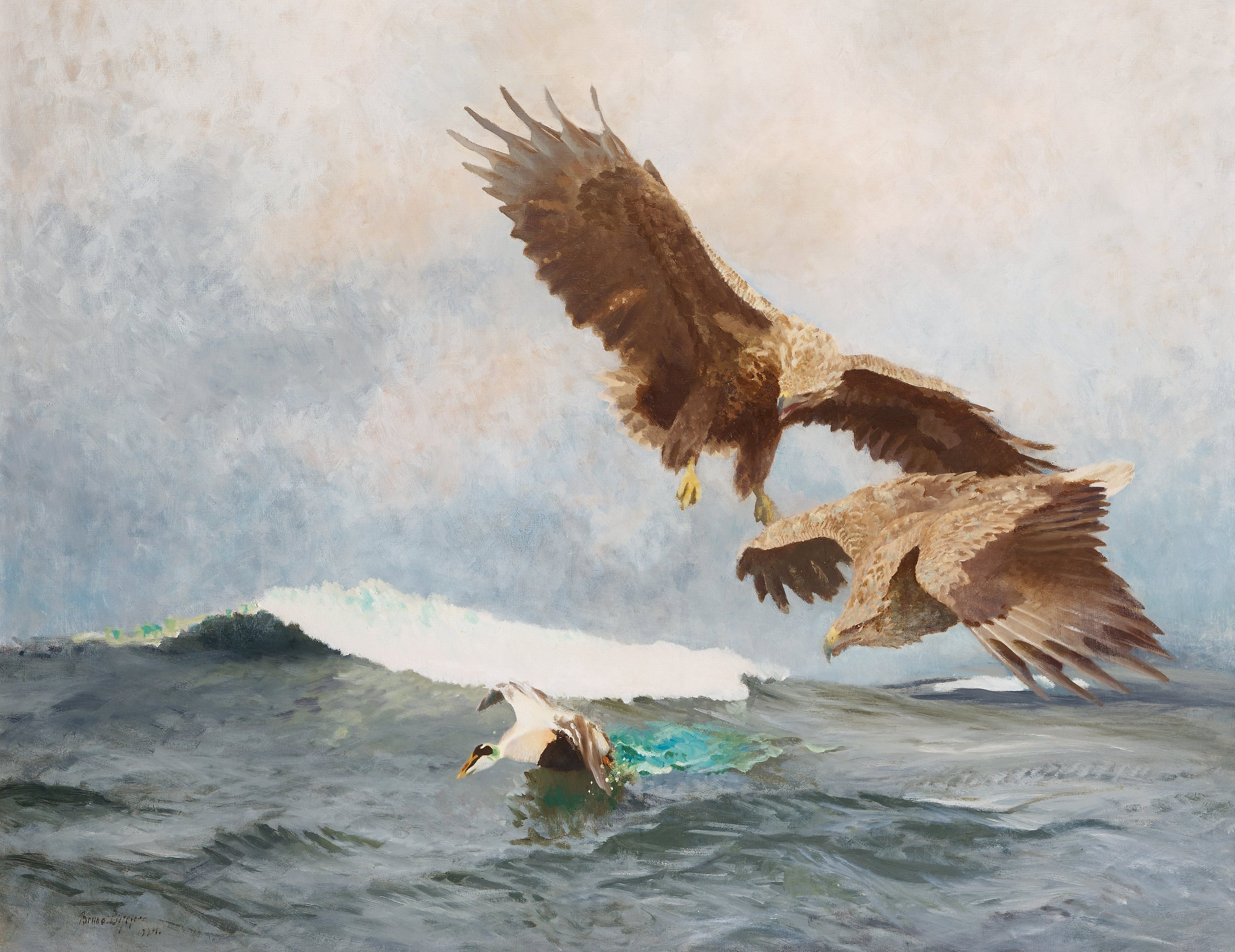
Охотящиеся орланы
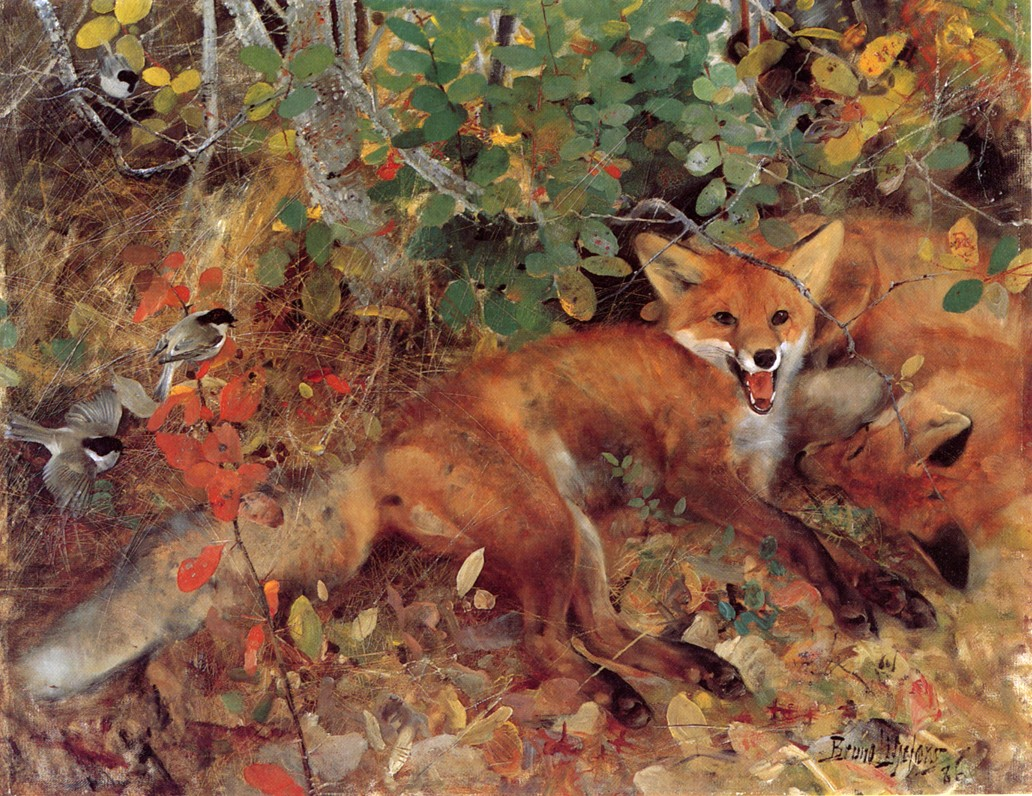
Лисы 1885
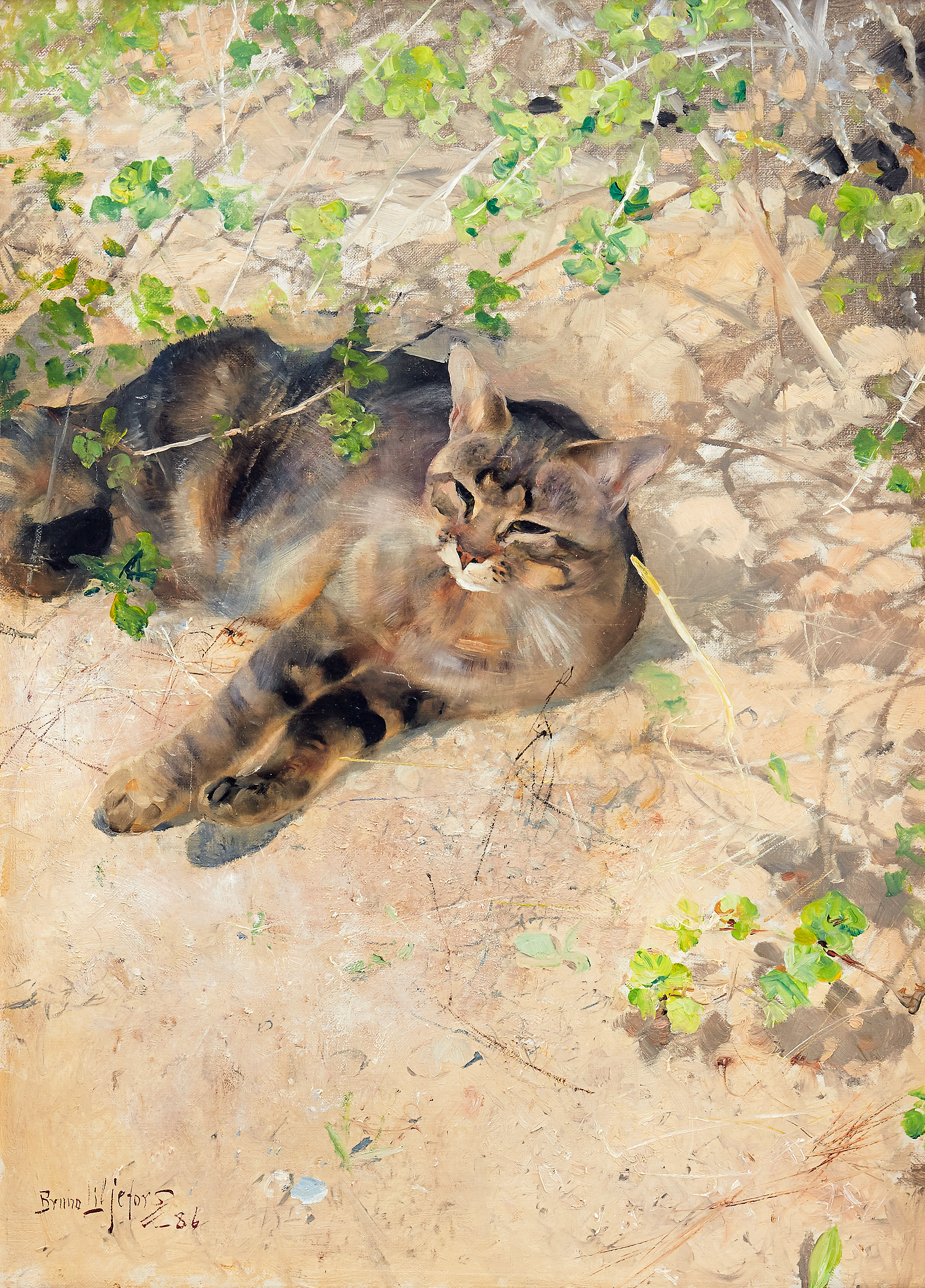
Дикий кот 1886
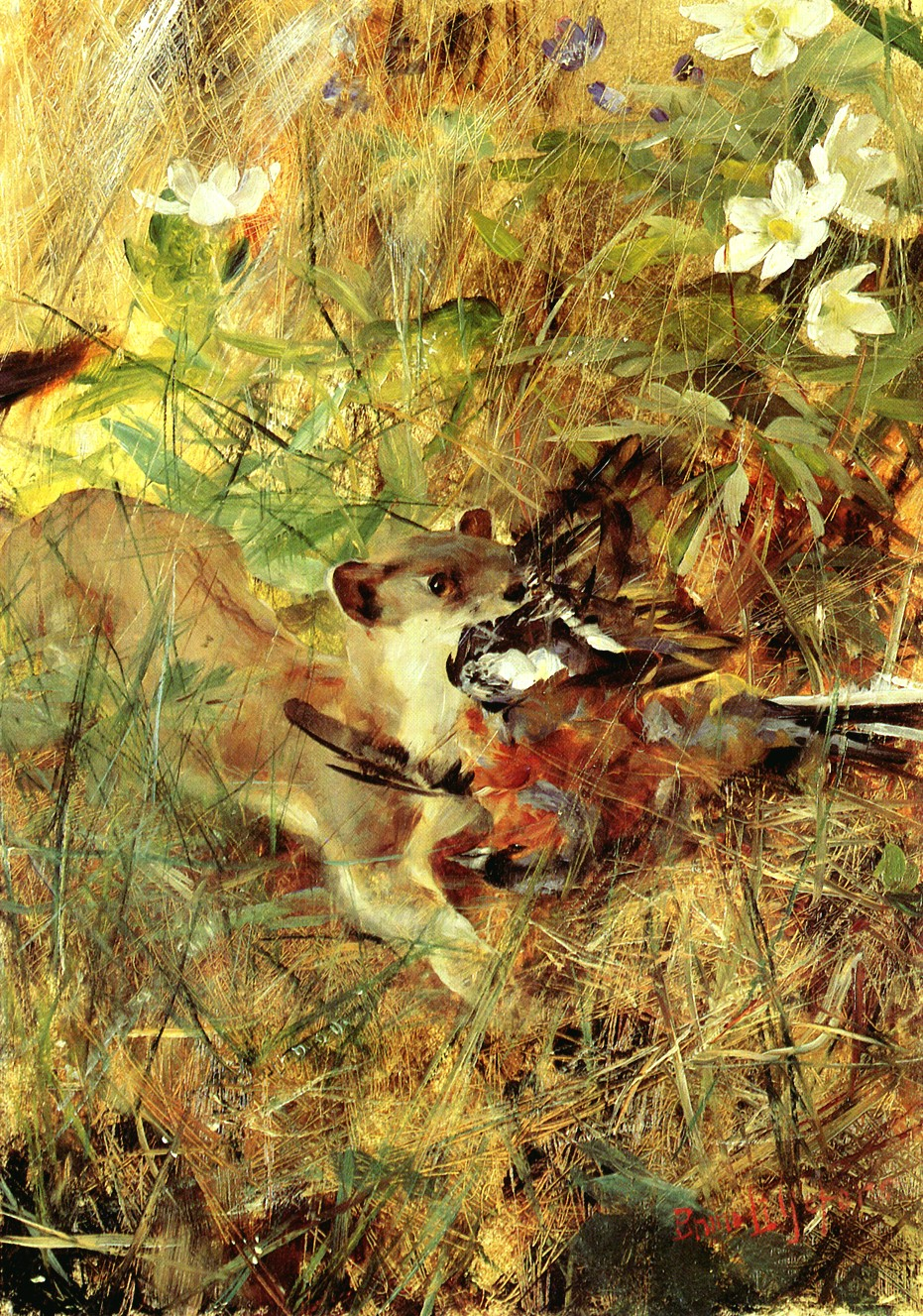
Ласка с зябликом 1888
Охотник, 1890

Зимние пейзажи
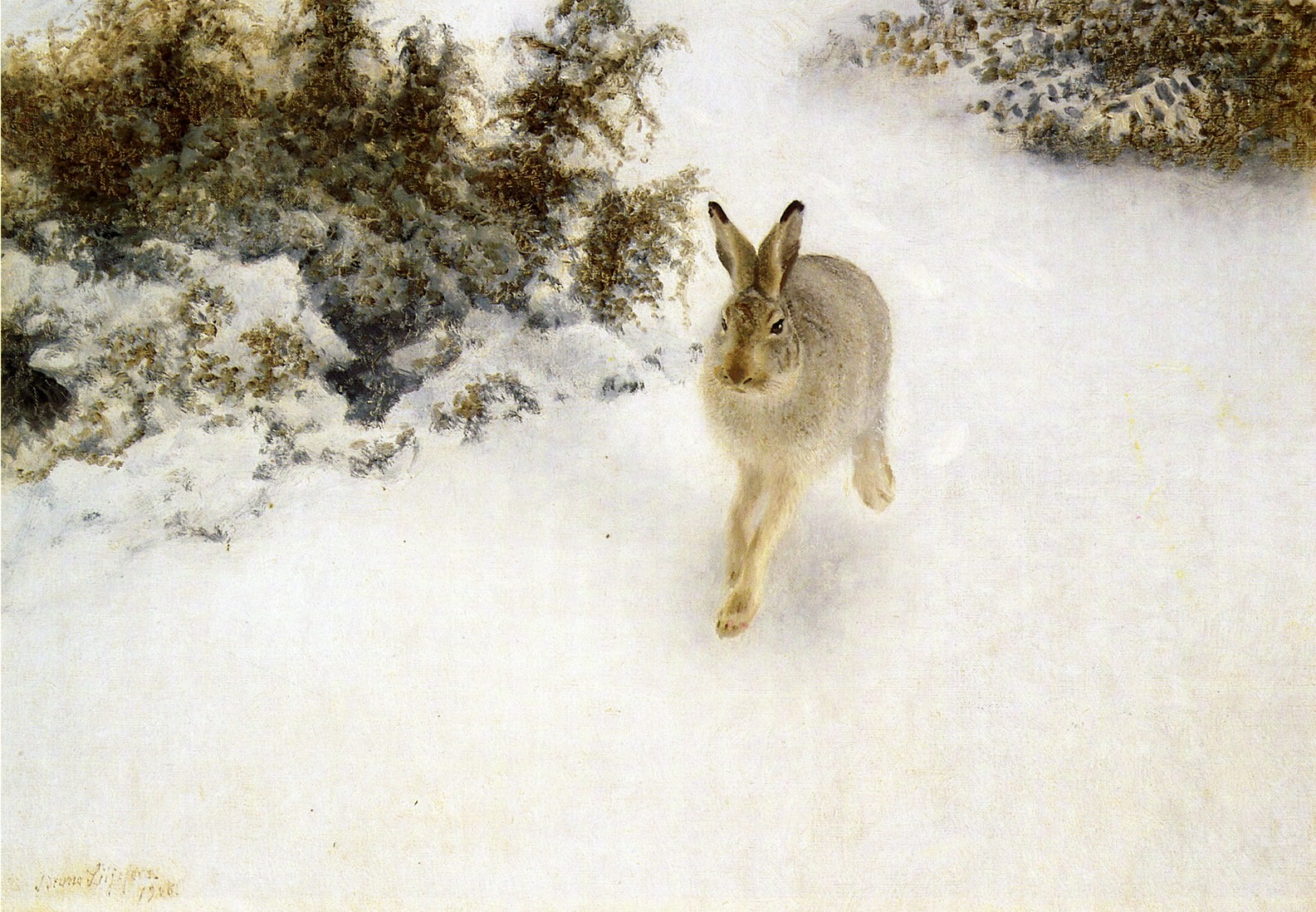
Заяц-беляк, 1908
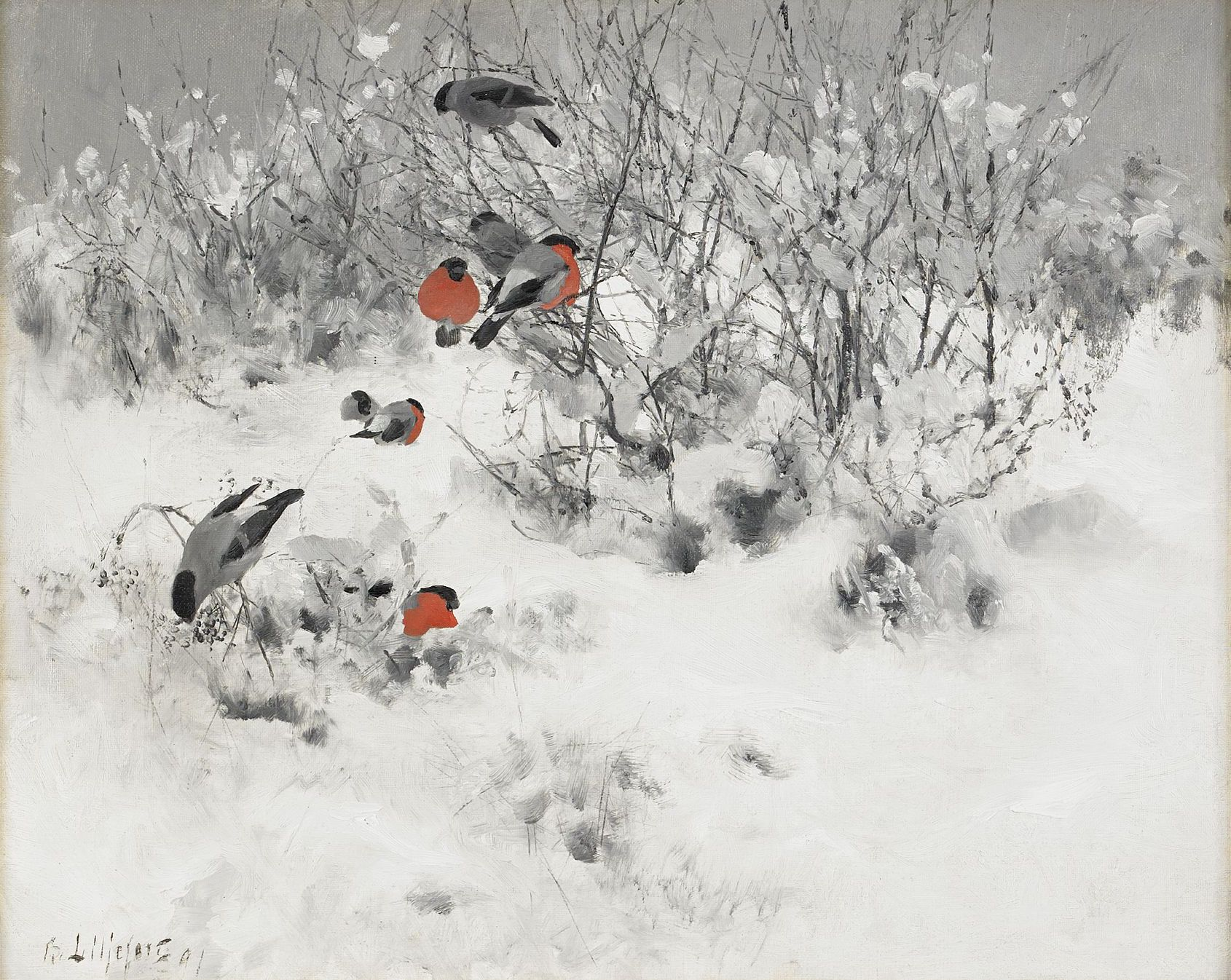
Зимний пейзаж со снегирями, 1891
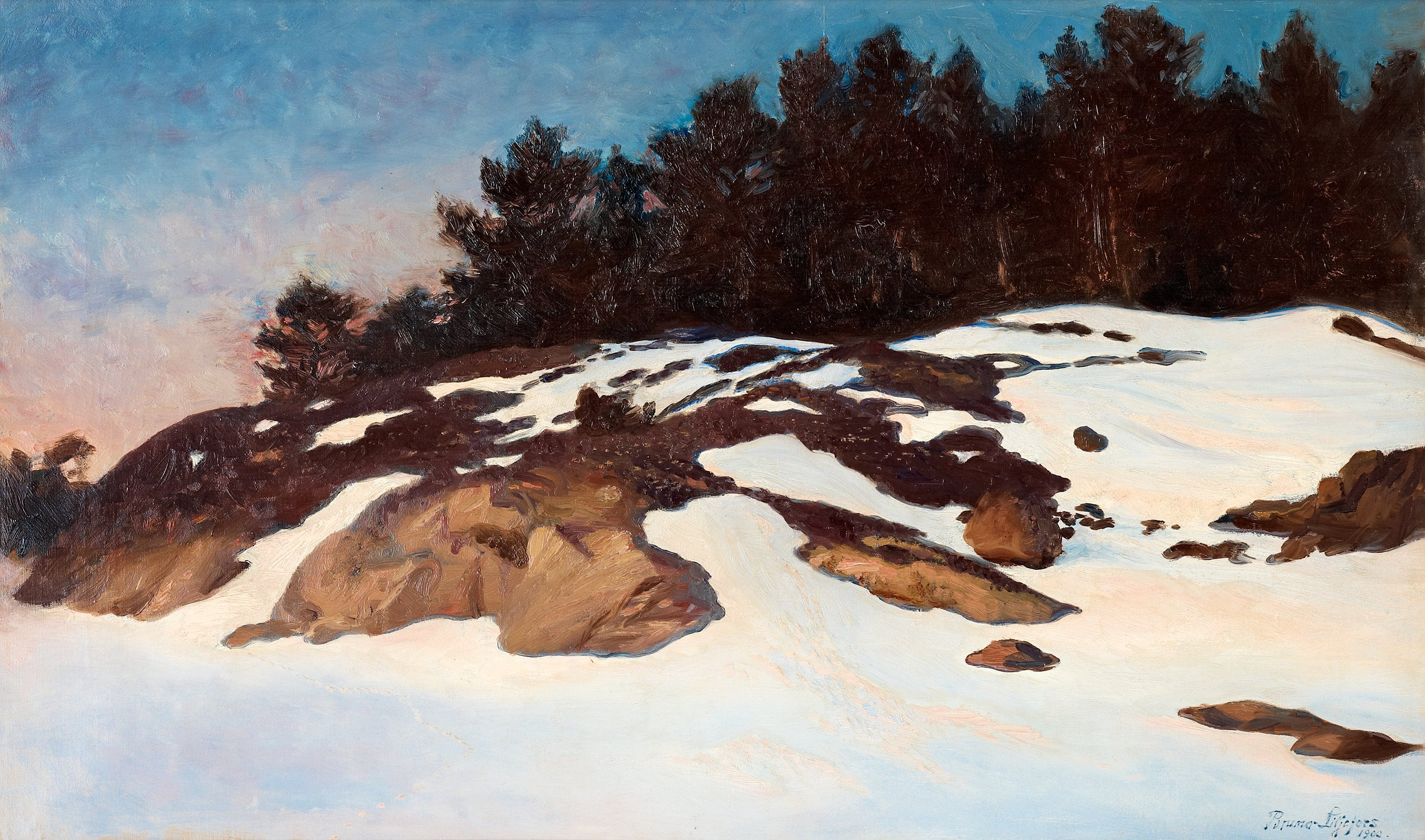
Зимний пейзаж на рассвете, 1900
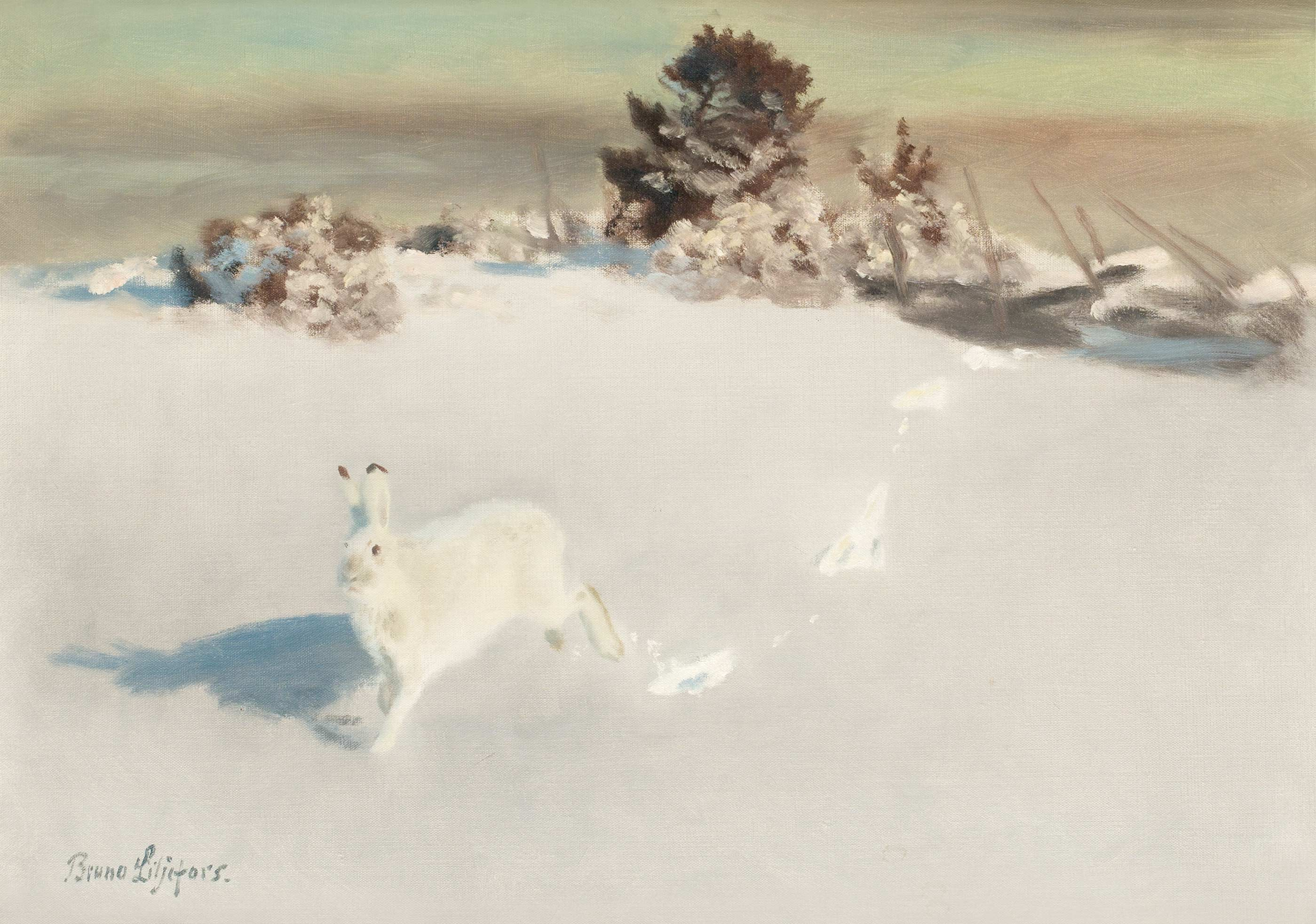
Заяц-беляк